# Takumi Murakami
Takumi Murakami (村上 巧 Murakami Takumi?), född 12 september 1989 i Kanagawa prefektur, är en japansk fotbollsspelare.
Murakami började sin karriär 2012 i Ehime FC. Han spelade 106 ligamatcher för klubben. 2016 flyttade han till Roasso Kumamoto.